# Rellotge mecànic

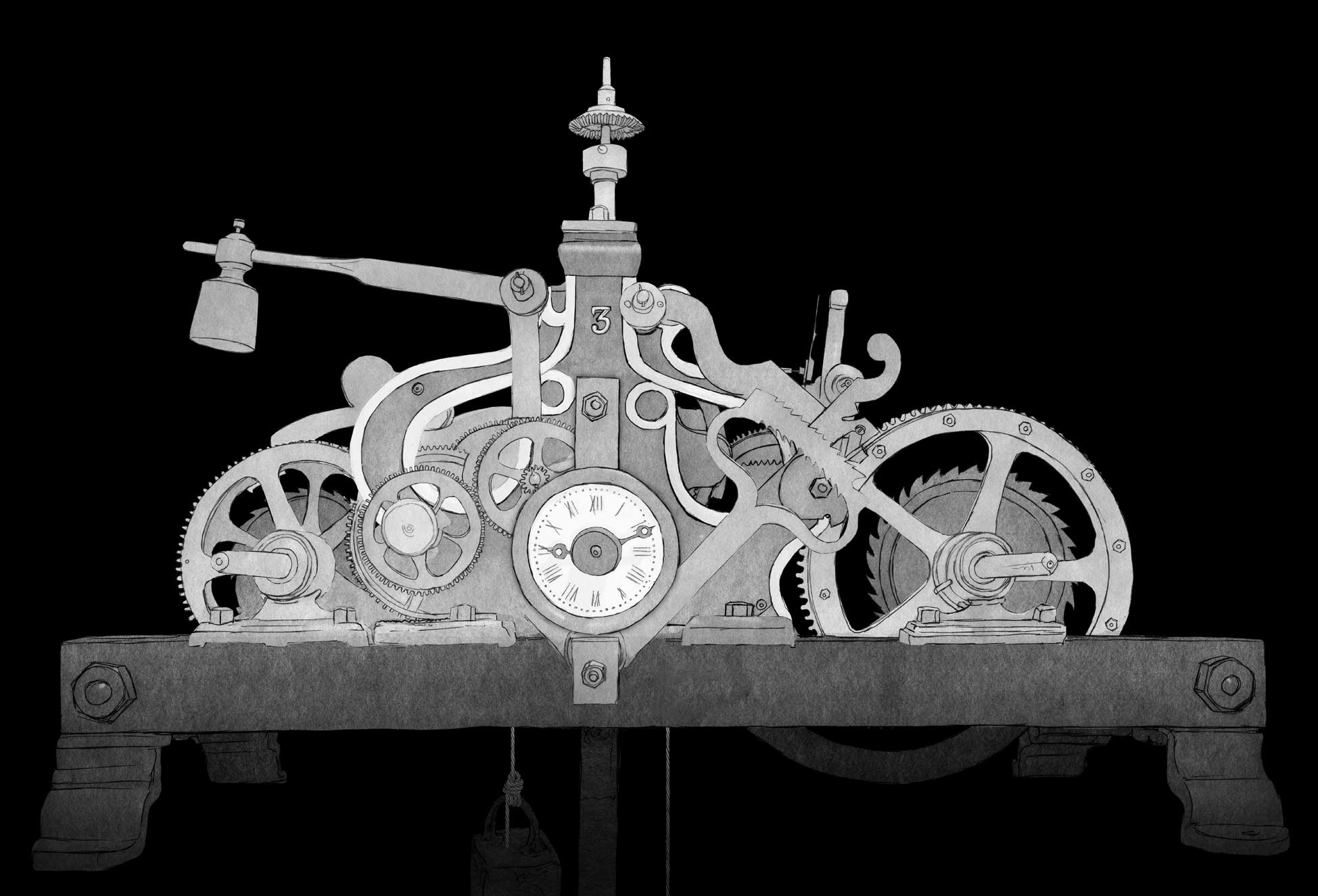
Maquinària dels rellotges mecànics que la Diputació de València sufragava per a mecanitzar els campanars de la demarcació. Dibuix del Museu Valencià d'Etnologia, que en custodia un.

El rellotge mecànic, és aquell fet íntegrament amb peces mecàniques sense intervindre altres elements, com per exemple l'aigua com a regulador. Va ser potser l'avanç més important en la història de la mesura del temps, es va iniciar amb la introducció de rellotges mecànics amb engranatges, que es van començar a veure a mitjan segle xii a les torres de les esglésies. Tenien peses com a mecanismes d'accionament que penjaven d'una corda enrotllada sobre un cilindre; en descendir el pes, la corda es desenrotllava i feia girar un cilindre connectat a un engranatge i les manetes.

## Història
Alguns estudiosos donen com a autor o precursor principal dels rellotges mecànics a Leonardo da Vinci. De fet ell deixà dibuixats mecanismes d'escapament destinats, segurament, al bombeig d'aigua.
Un dels rellotges més antics, complexos i documentats que es saben és l'Astrari de Giovanni Dondi (S.XIV), ja que va deixar un manual el 'Tractatus Astrarii' que ha permés de reproduir-el en diverses ocasions.
Al segle xiv s'havien imposat els rellotges mecànics a les torres de les ciutats més importants del món desenvolupat.
El primer estudiós del pèndol com a regulador del temps fou Galileu. Els seus avenços els realitzà i aplicà, mecànicament, el rellotge construït el 1657 pel físic matemàtic holandès Christiaan Huygens (1629-1695). Fins aleshores es feia servir el sistema a 'Foliot'.

Al S. XVIII aparegué, a Catalunya, l'escapament català. Que és exclusiu de la Rellotgeria Catalana dels S. XVIII - XIX.

Durant els S. XVIII - XIX hi ha un munt de pobles a Catalunya on es fabriquen rellotges. Moià és el poble d'on més rellotges hi ha documentats. D'altres pobles serien Vic, Manresa, Centelles, Mataró, Sant Joan de les Abadesses, Arenys, Ripoll, Igualada...